# A Million Voices
A million voices is een nummer van de Russische zangeres Polina Gagarina. Het nummer was tevens de Russische inzending voor het Eurovisiesongfestival 2015, waar het tweede werd.

## Achtergrond

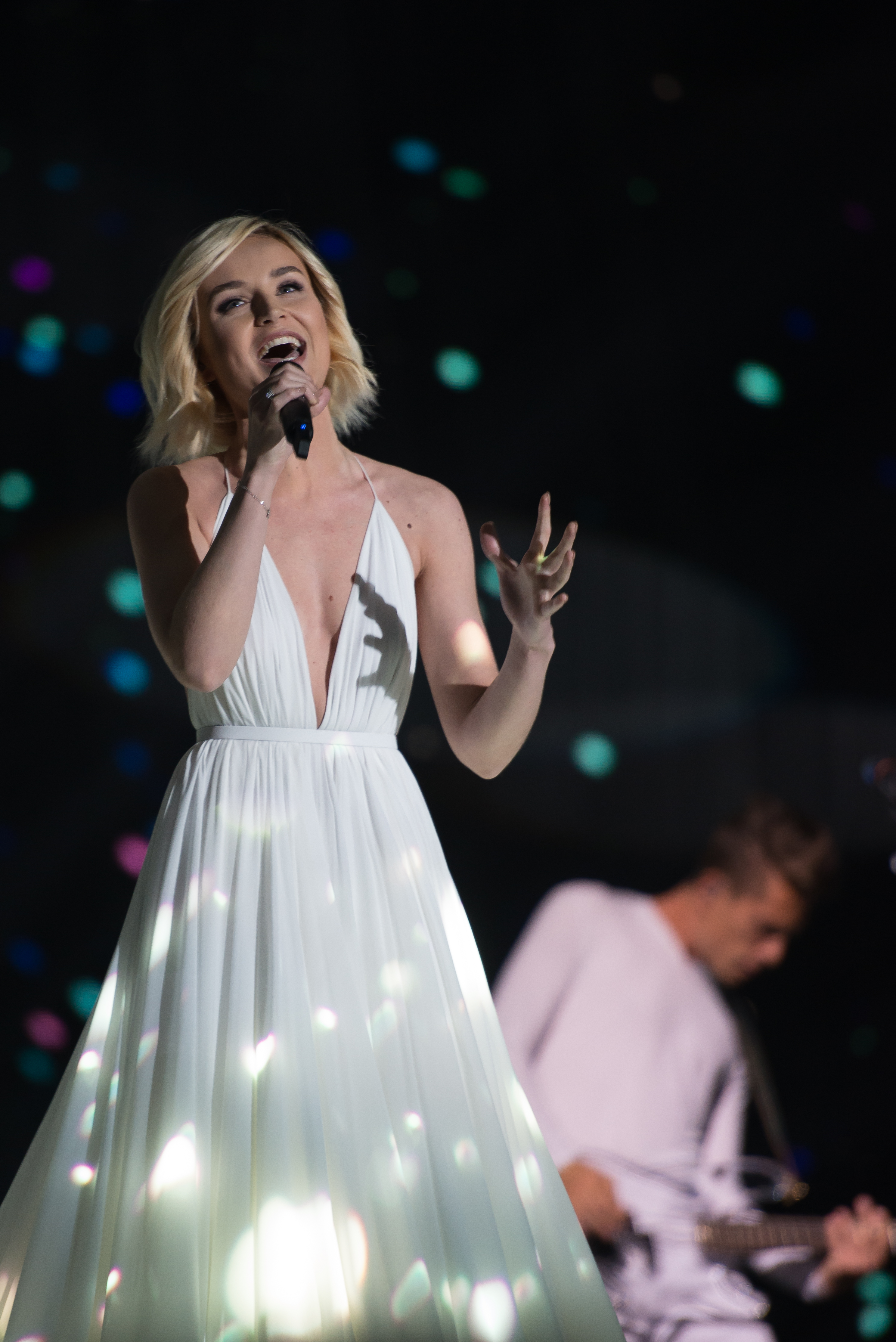
Polina Gagarina zingt A million voices tijdens het Eurovisiesongfestival 2015 in Wenen.

De Russische omroep Pervyj Kanal selecteerde zangeres Polina Gagarina in april als vertegenwoordiger van Rusland op het Eurovisiesongfestival 2015. A million voices werd gecomponeerd door een team van Russische, Zweedse en Australische schrijvers. Het nummer werd geproduceerd door Konstantin Meladze, die in 2009 de Russische bijdrage voor het Eurovisiesongfestival had gecomponeerd. De officiële presentatie van het nummer en de bijbehorende video vond plaats op 18 april 2015. 
Tijdens het Eurovisiesongfestival in Wenen moest het nummer aantreden in de eerste halve finale van 19 mei 2015. Het nummer haalde op die avond een plek voor de finale en later werd ook bekendgemaakt dat A million voices de halve finale had gewonnen. Tijdens de finale haalde het nummer een tweede plaats met in totaal 303 punten.

## Kritiek
Al vrij snel na de bekendmaking van het nummer kwam er veel kritiek. Het nummer zou te zoet en te vredig zijn omtrent Ruslands politieke situatie. Ook vanuit de Russische kant kwam er kritiek op het nummer: Valeri Meladze noemde het niet slecht, maar te weinig om er gelijk onder indruk van te raken. Anastasija Prychodko, de vertegenwoordiger van Rusland op het Eurovisiesongfestival 2009, vond het nummer oubollig door de vredesboodschap en het feit dat Rusland weer een ballade inzond.
Bij de bookmakers stond het nummer lange tijd bij de bovenste drie.